# Simon van Velthooven
Simon van Velthooven (n. 8 decembrie 1988, Palmerston North⁠(d), Manawatū-Whanganui Region⁠(d), Noua Zeelandă) este un ciclist neozeelandez, medaliat olimpic. A participat la o ediție a Jocurilor Olimpice (2012) în care a câștigat o medalie de bronz.